# 灌籃高手 (動畫)
《灌籃高手》是改編自井上雄彥的同名漫畫的電視動畫，由東映動畫製作，於1993年10月16日至1996年3月23日在朝日電視網播出，全101話。
台灣由中華電視公司於1995年5月7日至1998年11月14日首播；香港由亞洲電視本港台於1995年8月20日至1996年3月10日首播，並於2009年12月20日在亞洲高清台重播；中國大陸由上海有线电视台於1998年4月6日起播出。

## 製作人員
- 製作人：岩本太郎（朝日電視台）、中村重喜（電通）、籏野義文（日语：籏野義文）→西澤信孝[註 1]、佐藤公宣（東映）
- 原作：井上雄彦（集英社《週刊少年Jump》連載）
- 製作擔當：松下健吉、岡田將介→藤本芳弘
- 音樂：增田隆宣（第1－69話）→BMF (Being MUSIC FACTORY INC.)（第70話起）
- 音樂協力：朝日電視台音樂（日语：テレビ朝日ミュージック）
- 人物設計：佐藤正樹
- 總作畫監督：大西陽一（第82話起）
- 美術設計：坂本信人
- 系列導演：西澤信孝
- 上色：STUDIO POKKE、STUDIO MARCH、STUDIO BOGGY
- 色彩指定：塚田劭、平井典子、黑田進
- 特殊效果：岡雄二、山本公、前川孝
- 攝影：三晃製作公司
- 剪輯：西山茂
- 錄音：池上信照
- 音響效果：伊藤道廣（E&M→Sound Ring（日语：サウンドリング））→石野貴久（Sound Ring）
- 選曲：涉江博之
- 記錄：小川真美子→原芳子
- 演出助手：中村哲治、渡邊健一郎、金子伸吾、松川智充、多田俊介、冬野徹也、森一敏、春野徹也、池田洋子
- 製作進行：坂本憲生知、廣瀨公一、森山義秀、山本善之
- 美術進行：北山禮子
- 上色進行：荻野光雄、山本花夢、喜多川育子
- 宣傳：丹羽敦子→奧村彰浩→吉田香繪（朝日電視台）
- 錄音工作室：TAVAC（日语：タバック）
- 現像：東映化學（日语：東映ラボ・テック）
- 協力製作：電通
- 製作：朝日電視台、東映動畫

## 登場角色
- 櫻木花道：草尾毅（日本）；于正昇（台灣）；梁志達（香港）；張明亮（中國大陸）
- 流川楓：綠川光（日本）；官志宏（台灣）；雷霆（香港）；韓力（中國大陸）
- 赤木剛憲：梁田清之（日本）；胡大衛（台灣）；黃志明（香港）；王余昌（中國大陸）
- 三井壽：置鮎龍太郎（日本）；胡大衛（台灣）；呂永林（香港）；辛敏航（中國大陸）
- 宮城良田：鹽屋翼（日本）；于正昌（台灣）；黃文偉（香港）；張文漁（中國大陸）
- 木暮公延：田中秀幸（日本）；孫中台（台灣）；曾秉輝（香港）；張文漁（中國大陸）
- 赤木晴子：平松晶子（日本）；王中璇（台灣）；曾秀清（香港）；徐琳→劉莉（中國大陸）
- 彩子：原榮里子（日本）；華姍→蔣篤慧（台灣）；譚淑嫻（香港）；王曉燕（中國大陸）
- 安西光義：西村知道（日本）；孫中台（台灣）；周永光（香港）；辛敏航（中國大陸）

## 主題曲

### 日本
片頭曲
《好想大声说喜欢你》（君が好きだと叫びたい）（第1－61話）
主唱：BAAD，作詞：山田恭二，作曲：多多納好夫，編曲：明石昌夫
第101話（最終話）作插曲使用。
《誰也不能阻止我》（ぜったいに 誰も）（第62－101話）
主唱、編曲：ZYYG，作詞：高山征輝，作曲：織田哲郎
片尾曲
《我只凝望你》（あなただけ見つめてる）（第1－24話）
主唱、作詞、作曲：大黑摩季，編曲：葉山武
《直到世界的尽头》（世界が終るまでは…）（第25－49話）
主唱：WANDS，作詞：上杉昇，作曲：織田哲郎，編曲：葉山武
《捕捉閃耀的瞬间》（第50－81話）
主唱：MANISH，作詞：高橋美鈴、，作曲：川島，編曲：明石昌夫
《MY FRIEND》（マイ フレンド）（第82－101話）
主唱：ZARD，作詞：坂井泉水，作曲：織田哲郎，編曲：葉山武
插曲
《無窮盡的結》（ENDLESS CHAIN）（第84話）
主唱：BAAD，作詞：山田恭二，作曲、編曲：大田紳一郎

### 台灣
《無力去愛誰》（華視中文片頭曲）
主唱：迪克牛仔

## 各話標題
| 播放日期        | 話數 | 日文標題 | 中文標題                     | 中文標題         | 中文標題                 | 中文標題               | 中文標題                   | 劇本     | （分鏡） 演出         | 作畫監督          | 美術         |
| 播放日期        | 話數 | 日文標題 | 直譯                         | 華視             | 博英社VHS                | 東森電影台             | 香港                       | 劇本     | （分鏡） 演出         | 作畫監督          | 美術         |
| --------------- | ---- | -------- | ---------------------------- | ---------------- | ------------------------ | ---------------------- | -------------------------- | -------- | --------------------- | ----------------- | ------------ |
| 1993年 10月16日 | 1    |          | 天才籃球員誕生了!?           | 天才篮球手诞生   | 灌篮高手诞生             |                        | 天才籃球員誕生了!?         | 菅良幸   | 西澤信孝              | 加加美高浩        | 坂本信人     |
| 10月30日        | 2    |          | 粉碎籃球吧！櫻木VS流川       | 櫻木花道對流川楓 | 决斗                     |                        | 櫻木決鬥流川楓！           | 菅良幸   | 明比正行              | 橫山健次          | 坂本信人     |
| 11月6日         | 3    |          | 大猩猩VS櫻木！終極之對決！   | 大猩猩對櫻木     | 大对决                   |                        | 大猩猩跟櫻木的決鬥！       | 岸間信明 | 志水淳兒              | 堀澤聰志          | 坂本信人     |
| 11月13日        | 4    |          | 籃球員花道入隊！             | 櫻木加入球隊     | 花道入队                 |                        | 櫻木申請加入籃球隊！       | 岸間信明 | 有迫俊彥              | 大西陽一          | 坂本信人     |
| 11月20日        | 5    |          | 沒有幹勁的下午               | 飽受挫折         | 一筹莫展                 |                        | 今日櫻木毫無鬥志呀         | 菅良幸   | （明比正行） 又野弘道 | 板野一郎          | 坂本信人     |
| 12月4日         | 6    |          | 流川VS赤木 高手對決！        | 高手對決         | 激战                     |                        | 流川決鬥赤木！             | 菅良幸   | 竹之內和久            | 清山滋崇          | 坂本信人     |
| 12月11日        | 7    |          | 櫻木之登場！爆烈灌籃         | 初展身手         | 双霸对抗                 |                        | 櫻木的激烈入樽！           | 岸間信明 | 明比正行              | 須田正己          | 坂本信人     |
| 12月18日        | 8    |          | 櫻木之危機！柔道男的陷阱     | 進退兩難         | 左右为难                 |                        | 困擾櫻木的柔道小子！       | 菅良幸   | 志水淳兒              | 橫山健次          | 坂本信人     |
| 12月25日        | 9    |          | 我要打籃球！                 | 我要打籃球       | 唯一选择                 |                        | 櫻木要打籃球呀！           | 菅良幸   | 有迫俊彥              | 堀澤聰志          | 坂本信人     |
| 1994年 1月8日   | 10   |          | 小人物上籃很困難             | 小人物上籃的困難 | 掉以轻心                 |                        | 上籃是很困難的事來的       | 岸間信明 | 又野弘道              | 大西陽一          | 坂本信人     |
| 1月15日         | 11   |          | 只有二個人的愛之秘密特訓!?   | 一對一秘密特訓   | 刮目相看                 |                        | 兩個人的秘密特訓!?         | 岸間信明 | 西澤信孝              | 小林利充          | 坂本信人     |
| 1月22日         | 12   |          | 打倒陵南！決戰前夜的超級特訓 | 決戰前夕         | 特别训练                 |                        | 決戰前的特訓！             | 菅良幸   | 明比正行              | 直井正博          | 坂本信人     |
| 1月29日         | 13   |          | 湘北VS陵南 燃燒鬥志的主將！  | 主將大對決       | 秘密武器                 |                        | 湘北陵南 主將交鋒！        | 菅良幸   | 中村哲治              | 清山滋崇          | 坂本信人     |
| 2月5日          | 14   |          | 超高中級！陵南怒濤的攻勢     | 猛烈的攻擊       | 超级篮赛                 |                        | 超級高校！陵南             | 菅良幸   | 志水淳兒              | 須田正己          | 中山恭子     |
| 2月12日         | 15   |          | 櫻木緊張的晴天舞臺！         | 緊張大師櫻木花道 | 秘密武器登场             |                        | 櫻木初挑大樑！             | 菅良幸   | 有迫俊彥              | 橫山健次          | 小名木麻起子 |
| 2月19日         | 16   |          | 這傢伙是誰!?田岡計算錯誤     | 田崗的失算       | 全面反攻                 |                        | 田岡教練估計錯誤呀!?       | 菅良幸   | 又野弘道              | 堀澤聰志          | 萩原正己     |
| 2月26日         | 17   |          | 籃板王 櫻木花道的苦惱        | 籃板王櫻木花道   | 篮板球之王               |                        | 籃板王 櫻木花道的苦惱      | 岸間信明 | 明比正行              | 大西陽一          | 北原美佐     |
| 3月5日          | 18   |          | 最後二分鐘！由我來打倒仙道   | 最後兩分鐘       | 最后攻防战               |                        | 最後兩分鐘！櫻木打敗仙道   | 岸間信明 | 志水淳兒              | 小林利充          | 中山恭子     |
| 3月12日         | 19   |          | 鐘聲響起！陵南一戰結束       | 時間到           | 决战陵南                 |                        | 陵南之戰的完結篇！         | 岸間信明 | 有迫俊彥              | 須田正己          | 小名木麻起子 |
| 3月19日         | 20   |          | 籃球鞋                       | 籃球鞋           | 篮球鞋风波               | 籃球鞋                 | 籃球鞋                     | 菅良幸   | 中村哲治              | 橫山健次          | 明石貞一     |
| 3月26日         | 21   |          | 超級問題兒童！櫻木VS宮城     | 問題人物         | 超级问题人物             |                        | 超級問題兒童！櫻木對宮城   | 菅良幸   | 又野弘道              | 堀澤聰志          | 萩原正己     |
| 4月16日         | 22   |          | 史上最惡之笨蛋組合誕生       | 化敵為友         | 化敵為友                 |                        | 最壞的白痴組合誕生了       | 菅良幸   | 明比正行              | 大西陽一          | 北原美佐     |
| 4月23日         | 23   |          | 湘北籃球隊的末日             | 籃球社的危機     | 暴力事件                 |                        | 湘北籃球隊的末日           | 菅良幸   | 竹之內和久            | 直井正博          | 中山恭子     |
| 4月30日         | 24   |          | 正義的盟友 櫻木軍團出場！    | (未播出)         | 正义之战                 |                        | 正義雄獅 櫻木軍團出場！    | 菅良幸   | 志水淳兒              | 小林利充          | 小名木麻起子 |
| 5月7日          | 25   |          | 要稱霸全國的男人             | 稱霸全國         | 尘封往事                 |                        | 以全國冠軍為目標的男子     | 菅良幸   | 中村哲治              | 須田正己          | 萩原正己     |
| 5月14日         | 26   |          | 三井壽15歲的煩惱             | 十五歲的煩惱     | 昔日雄风                 |                        | 三井壽的苦惱15歲           | 菅良幸   | 又野弘道              | 清山滋崇          | 北原美佐     |
| 5月21日         | 27   |          | 我想打籃球！                 | 浪子回頭         | 浪子回頭                 |                        | 我要加入球隊呀！           | 菅良幸   | 明比正行              | 橫山健次          | 中山恭子     |
| 5月28日         | 28   |          | 高中聯賽預賽開始             | 校際杯預賽       | 高中联赛                 |                        | 高校聯賽的初賽開始         | 菅良幸   | 有迫俊彥              | 堀澤聰志          | 小名木麻起子 |
| 6月18日         | 29   |          | 櫻木！在正式比賽初出場！     | 櫻木正式出賽     | 四上四下                 |                        | 櫻木在正式公開賽表演了！   | 岸間信明 | 志水淳兒              | 上野賢            | 萩原正己     |
| 6月25日         | 30   |          | 反省軍團的大反擊             | 湘北大反擊       | 罚球梦魇                 |                        | 反省軍團大反撃             | 岸間信明 | 中村哲治              | 直井正博          | 北原美佐     |
| 7月2日          | 31   |          | 強敵三浦台的秘密武器         | 三浦台的秘密武器 | 强敌当前                 |                        | 強敵三浦台的秘密武器       | 岸間信明 | 又野弘道              | 小林利充          | 中山恭子     |
| 7月16日         | 32   |          | 天才櫻木！秘殺灌籃           | 天才櫻木的灌籃   | 胜利在望                 |                        | 天才櫻木的必殺入樽！       | 岸間信明 | 明比正行              | 須田正己          | 小名木麻起子 |
| 8月6日          | 33   |          | 退場王!?櫻木花道             | 退場王櫻木花道   | 重蹈覆辙                 |                        | 退場王 櫻木花道            | 岸間信明 | 志水淳兒              | 橫山健次          | 田中資幸     |
| 8月20日         | 34   |          | 大猩猩真傳 用眼神來殺人！    | 用眼神致人於死   | 不耻下问                 |                        | 大猩猩傳授以眼神制敵！     | 菅良幸   | 中村哲治              | 堀澤聰志          | 萩原正己     |
| 8月27日         | 35   |          | 男兒的熾熱夢想               | 男孩們的夢想     | 谨守誓言                 |                        | 熱血男兒                   | 岸間信明 | 又野弘道              | 上野賢            | 中山恭子     |
| 9月3日          | 36   |          | 種子學校 翔陽出場            | 翔陽種子隊登場   | 种子球队                 |                        | 種子隊翔陽出場了           | 菅良幸   | 明比正行              | 直井正博          | 小名木麻起子 |
| 9月10日         | 37   |          | 櫻木 首次以先發出場！        | 先攻球員         | 正式球员的滋味           |                        | 櫻木 初當正選！            | 菅良幸   | 角銅博之              | 小林利充          | 萩原正己     |
| 9月17日         | 38   |          | 流川的反擊！                 | 流川楓的反擊     | 流川的反击               |                        | 流川的反擊！               | 菅良幸   | 竹之內和久            | 須田正己          | 北原美佐     |
| 9月24日         | 39   |          | 電光火石的宮城！             | 電光石火的宮城   | 锐不可挡                 |                        | 電光火石的宮城良田！       | 菅良幸   | 志水淳兒              | 堀澤聰志          | 中山恭子     |
| 10月1日         | 40   |          | 籃板王櫻木花道               | 籃板王櫻木花道   | 天龙发威                 |                        | 籃板王櫻木花道             | 菅良幸   | 中村哲治              | 橫山健次          | 北原美佐     |
| 10月1日         | 41   |          | 翔陽王牌藤真登場             | 翔陽主將藤真上   | 教练上阵                 |                        | 翔陽的王牌 藤真出場了！    | 菅良幸   | 又野弘道              | 上野賢            | 小名木麻起子 |
| 10月15日        | 42   |          | 翔陽王牌藤真的實力           | 翔陽藤真的實力   | 翔阳翻身                 |                        | 翔陽王牌藤真的真正實力     | 岸間信明 | 明比正行              | 大西陽一          | 萩原正己     |
| 10月22日        | 43   |          | 三井 到了極限!?              | 三井的極限       | 崩溃边缘                 |                        | 三井 是否到了極限呢!?      | 岸間信明 | 角銅博之              | 小林利充          | 北原美佐     |
| 11月5日         | 44   |          | 三井！暴風的三分球           | 三井的三分長射   | 三分球旋风               |                        | 三井！暴風的神射手         | 岸間信明 | 志水淳兒              | 清山滋崇          | 中山恭子     |
| 11月26日        | 45   |          | 面臨退場!?櫻木有危險         | 櫻木花道的退場   | 退场危机                 |                        | 櫻木被趕出場的危機！       | 岸間信明 | 中村哲治              | 須田正己          | 小名木麻起子 |
| 12月3日         | 46   |          | 櫻木，灼熱的灌籃             | 決定性的灌籃     | 灌篮的代价               |                        | 櫻木震撼的入樽             | 岸間信明 | 又野弘道              | 堀澤聰志          | 萩原正己     |
| 12月10日        | 47   |          | 對手發出的挑戰書             | 來自情敵的挑戰   | 劲敌的战书               |                        | 挑戰者                     | 菅良幸   | 明比正行              | 橫山健次          | 北原美佐     |
| 12月17日        | 48   |          | 誓要打倒海南的男子           | 一心要打敗海南   | 矢志的破敌               |                        | 誓要打敗海南的男仔         | 菅良幸   | 角銅博之              | 上野賢            | 中山恭子     |
| 12月24日        | 49   |          | 武園最後的鬥志               | 武園最後的鬥志   | 最後餘息                 |                        | 武園最後的鬥志             | 菅良幸   | 志水淳兒              | 大西陽一          | 萩原正己     |
| 1995年 1月7日   | 50   |          | 向王者挑戰                   | 湘北挑戰海南     | 挑战王者                 |                        | 向王者挑戰                 | 菅良幸   | （西澤信孝） 又野弘道 | 小林利充          | 北原美佐     |
| 1月14日         | 51   |          | 計算之外!?櫻木狀態一流       | 櫻木花道發飆     | 所向无敌                 |                        | 狀態大勇的櫻木！           | 菅良幸   | 中村哲治              | 清山滋崇          | 中山恭子     |
| 1月21日         | 52   |          | 牽制櫻木的秘密武器！         | 秘密武器         | 降将奇兵                 |                        | 封殺櫻木的秘密武器！       | 菅良幸   | 又野弘道              | 須田正己          | 萩原正己     |
| 1月28日         | 53   |          | 大猩猩負傷 千鈞一髮!?        | 湘北苦戰         | 赤木有难                 |                        | 大猩猩受傷！這次無可奈何了 | 菅良幸   | 明比正行              | 橫山健次          | 北原美佐     |
| 2月4日          | 54   |          | 金剛弟弟                     | 新的轉機         | 金剛弟弟                 | 金剛弟弟               | 金剛弟弟                   | 菅良幸   | 有迫俊彥              | 高野和史          | 中山恭子     |
| 2月11日         | 55   |          | 支配球場之男子               | 主控賽局的人     | 神力加身                 |                        | 支配球賽之男子             | 菅良幸   | 志水淳兒              | 上野賢            | 萩原正己     |
| 2月18日         | 56   |          | 王牌阿牧全力出擊！           | 王牌阿牧         | 各显神通                 |                        | 王者阿牧全力以赴！         | 菅良幸   | 角銅博之              | 三浦和也          | 北原美佐     |
| 2月25日         | 57   |          | 安西邁向勝利的賭注！         | 勝利的賭注       | 胜利之赌                 |                        | 孤注一擲！                 | 菅良幸   | 中村哲治              | 小林利充          | 坂本信人     |
| 3月4日          | 58   |          | 頑強的傢伙！                 | 死纏的傢伙們     | 体力危机                 |                        | 頑強之輩！                 | 菅良幸   | 又野弘道              | 清山滋崇          | 中山恭子     |
| 3月11日         | 59   |          | 最後十秒！真正了斷           | 最後十秒決勝負   | 最后胜负                 |                        | 最後十秒鐘！萬事皆休       | 岸間信明 | 明比正行              | 須田正己          | 萩原正己     |
| 3月18日         | 60   |          | 破釜沉舟的湘北               | 收拾消沉情懷     | 削发谢罪                 | 收拾消沉情懷           | 攀上頂峰的湘北             | 岸間信明 | 有迫俊彥              | 橫山健次          | 北原美佐     |
| 3月25日         | 61   |          | 光頭的反擊！                 | 光頭還擊         | 光头的反击               |                        | 和尚頭的轉變！             | 岸間信明 | 志水淳兒              | 近藤優次          | 中山恭子     |
| 4月8日          | 62   |          | 特訓三日                     | 特訓三天         | 三日特训                 |                        | 特訓三日                   | 岸間信明 | 中村哲治              | 上野賢            | 萩原正己     |
| 4月8日          | 63   |          | 巔峰對決！海南VS陵南         | 長人對決         | 陵南神算                 | 長人對決               | 頂峰之戰！海南VS陵南       | 岸間信明 | 又野弘道              | 直井正博 高野和史 | 北原美佐     |
| 4月15日         | 64   |          | 發揮本能！王者海南           | 發揮本領         | 海南翻身                 | 海南稱王               | 發揮本領的王者海南         | 岸間信明 | 明比正行              | 三浦和也          | 中山恭子     |
| 4月29日         | 65   |          | 最強之對決！仙道VS阿牧       | 最後對決         | 最强大对决               | 最後對決               | 最強的對壘！仙道對阿牧     | 岸間信明 | 吉澤孝男              | 小林利充          | 萩原正己     |
| 5月13日         | 66   |          | 仙道一剎那的賭注！           | 一瞬間的賭注     | 仙道的剧本               |                        | 兵行險著！                 | 岸間信明 | （有迫俊彥） 又野弘道 | 須田正己          | 北原美佐     |
| 5月20日         | 67   |          | 最終決戰！湘北VS陵南         | 最後決戰         | 最后的决战               |                        | 最後決戰！湘北對陵南       | 菅良幸   | 志水淳兒              | 清山滋崇          | 中山恭子     |
| 5月27日         | 68   |          | 救世主!? 櫻木花道            | 救世主           | 救世主是樱木花道         |                        | 救世主!? 櫻木花道          | 菅良幸   | 中村哲治              | 橫山健次          | 萩原正己     |
| 6月3日          | 69   |          | 猩猩異變！                   | 猩猩異變         | 猩猩的异变               |                        | 大猩猩有點不妥呀！         | 菅良幸   | 又野弘道              | 近藤優次          | 北原美佐     |
| 6月10日         | 70   |          | 大猩猩灌籃二號               | 猩猩灌籃         | 大金刚灌篮二号           |                        | 大猩猩二世之入樽           | 菅良幸   | 明比正行              | 林明美            | 中山恭子     |
| 6月17日         | 71   |          | 大猩猩 復活的咆哮！          | 猩猩怒吼         | 大金刚复活的吼叫         |                        | 大猩猩 復活的咆哮！        | 岸間信明 | 吉澤孝男              | 直井正博 高野和史 | 萩原正己     |
| 7月1日          | 72   |          | 人生最大的屈辱               | 奇恥大辱         | 人生最大的耻辱           |                        | 人生最大的屈辱             | 岸間信明 | 角銅博之              | 上野賢            | 北原美佐     |
| 7月8日          | 73   |          | 流川下半場的賭注             | 下半場的挑戰     | 流川枫 赌在下半场        |                        | 流川 以下半場作賭注        | 菅良幸   | 志水淳兒              | 三浦和也          | 中山恭子     |
| 7月15日         | 74   |          | 最危險的挑戰者               | 最危險的挑戰者   | 最危險的挑戰者           | 最危險的挑戰者         | 最危險的挑戰者             | 菅良幸   | 中村哲治              | 須田正己          | 萩原正己     |
| 7月22日         | 75   |          | FINE PLAY                    | 絕招             | 最出色的表现             |                        | 技術精湛                   | 菅良幸   | 又野弘道              | 小林利充          | 北原美佐     |
| 8月5日          | 76   |          | 勝利的預感                   | 勝利的預感       | 勝利的預感               | 勝利的預感             | 勝利的預感                 | 岸間信明 | 角銅博之              | 近藤優次          | 中山恭子     |
| 8月12日         | 77   |          | 你們最強悍                   | 我們最強         | 你们最强                 |                        | 你們是最強的               | 岸間信明 | 志水淳兒              | 橫山健次          | 田中功一     |
| 8月19日         | 78   |          | 復活！鬥將魚住純             | 魚住復活         | 鬥將魚住復活             |                        | 猛將 魚住純復活！          | 岸間信明 | 吉澤孝男              | 高野和史          | 萩原正己     |
| 8月26日         | 79   |          | BLUE WAVE！ 陵南的反擊       | 陵南的反擊       | 蓝色波涛 陵南的反击      |                        | 陵南的反擊序幕             | 菅良幸   | 中村哲治              | 上野賢            | 原田美香     |
| 9月2日          | 80   |          | 湘北的不安要素               | 湘北的不安因素   | 湘北的不安要素           |                        | 湘北的不利因素             | 菅良幸   | 又野弘道              | 三浦和也          | 北原美佐     |
| 9月23日         | 81   |          | 仙道著火！湘北自亂陣腳       | 仙道發火         | 仙道开火 湘北溃败        |                        | 仙道之火 摧毀湘北！        | 菅良幸   | 角銅博之              | 近藤優次          | 武藤隆裕     |
| 10月21日        | 82   |          | 外行人櫻木花道發揮本領       | 籃球天才         | 门外汉樱木花道发挥本领   |                        | 新丁花道發揮本領           | 岸間信明 | 志水淳兒              | 大西陽一          | 中山恭子     |
| 10月28日        | 83   |          | 副主將眼鏡哥的執念           | 眼鏡哥的執著     | 木暮的执着               |                        | 副隊長四眼哥哥的信念       | 岸間信明 | （明比正行） 又野弘道 | 須田正己          | 芳野滿雄     |
| 11月4日         | 84   |          | 勝敗                         | 湘北的勝利       | 胜败                     |                        | 勝與敗                     | 岸間信明 | 吉澤孝男              | 橫山健次          | 田中功一     |
| 11月11日        | 85   |          | 新的挑戰！稱霸全國           | 新的挑戰         | 新的挑战！称霸全国       |                        | 新挑戰！稱霸全國           | 菅良幸   | 中村哲治              | 高野和史          | 萩原正己     |
| 11月18日        | 86   |          | 流川的野心                   | 流川楓的野心     | 流川楓的野心             |                        | 流川的野心                 | 菅良幸   | 角銅博之              | 小林利充          | 北原美佐     |
| 11月25日        | 87   |          | 全日本第一的高中生           | 日本第一高中生   | 日本第一的高中生         | 日本第一的高中生       | 日本第一的高中生           | 菅良幸   | 又野弘道              | 三浦和也          | 中山恭子     |
| 12月2日         | 88   |          | 籃球王國 美國                | 籃球王國美國     | 籃球王國 美國            | 籃球王國 美國          | 籃球王國 美國              | 岸間信明 | 明比正行              | 近藤優次          | 原田美香     |
| 12月9日         | 89   |          | 鬼氣逼人！流川               | 狐狸拚命         | 流川楓的鬥魂             |                        | 氣勢迫人的流川！           | 岸間信明 | 志水淳兒              | 上野賢            | 萩原正己     |
| 12月16日        | 90   |          | 湘北的真正王牌！             | 真正王牌         | 湘北真正的王牌           |                        | 湘北的真正王牌！           | 岸間信明 | 吉澤孝男              | 須田正己          | 北原美佐     |
| 12月23日        | 91   |          | 全國大賽的危機！             | 賽前危機         | 危机四伏的全国大赛       |                        | 全國大賽危機！             | 菅良幸   | 中村哲治              | 橫山健次          | 中山恭子     |
| 1996年 1月13日  | 92   |          | 男兒的友情!? 櫻木軍團        | 友情可貴         | 男人的友情 樱木军团      |                        | 櫻木軍團的寶貴友誼         | 岸間信明 | 角銅博之              | 大西陽一          | 武藤隆裕     |
| 1月20日         | 93   |          | 二萬球的挑戰                 | 練投兩萬個球     | 向两万球挑战             |                        | 二萬球的挑戰               | 菅良幸   | 明比正行              | 三浦和也          | 萩原正己     |
| 1月27日         | 94   |          | 靜岡的激戰！湘北VS常誠       | 湘北 ＶＳ 常誠   | 靜岡的激戰！湘北VS常誠   | 靜岡的激戰！湘北VS常誠 | 靜岡的激戰！湘北VS常誠     | 菅良幸   | 志水淳兒 中村哲治     | 直井正博          | 北原美佐     |
| 2月3日          | 95   |          | 櫻木最灼熱的一天             | 櫻木最熱愛的一天 | 樱木花道最热的一天       |                        | 櫻木最熾熱的一日           | 菅良幸   | 明比正行              | 上野賢            | 篠田邦宏     |
| 2月10日         | 96   |          | 籃球鞋II                     | 新的籃球鞋       | 籃球鞋II                 |                        | 籃球鞋之二                 | 岸間信明 | 中村哲治              | 横山健次          | 中山恭子     |
| 2月17日         | 97   |          | 灼熱的想念 魚住再度出擊！    | 魚住再度上場     | 热烈的思绪 鱼住回来了    |                        | 魚住 再披戰衣！            | 菅良幸   | 明比正行              | 須田正己          | 田中功一     |
| 2月24日         | 98   |          | 激鬥開始！湘北VS翔陽陵南     | 湘北 ＶＳ 翔陽   | 开始激战！湘北VS翔阳陵南 |                        | 激鬥開始！湘北VS翔陽陵南   | 菅良幸   | 角銅博之              | 近藤優次          | 北原美佐     |
| 3月2日          | 99   |          | 湘北危機！具威脅的最強軍團   | 湘北的最大威脅   | 湘北危险！最强军团的威胁 |                        | 湘北危機！最具威脅的球隊   | 菅良幸   | 吉澤孝男              | 大西陽一          | 篠田邦宏     |
| 3月9日          | 100  |          | 奇蹟男子櫻木花道！           | 傳奇人物櫻木花道 | 创造奇迹的樱木花道       |                        | 奇蹟小子 櫻木花道！        | 菅良幸   | 中村哲治              | 上野賢            | 中山恭子     |
| 3月23日         | 101  |          | 光榮的SLAM DUNK              | 我是灌籃高手     | 光荣的灌篮               |                        | 光榮的入樽                 | 岸間信明 | 角銅博之              | 橫山健次          | 中山恭子     |

## 播放電視台

### 日本
| 播放地區      | 播放電視台     | 播放聯播網            | 線上狀況 | 備註             |
| ------------- | -------------- | --------------------- | -------- | ---------------- |
| 關東廣域圈    | 朝日電視台     | 朝日電視網            | 製作局   |                  |
| 北海道        | 北海道電視台   | 朝日電視網            | 同步播出 |                  |
| 青森縣        | 青森朝日放送   | 朝日電視網            | 同步播出 |                  |
| 岩手縣        | 岩手電視台     | 日本電視網            | 延遲播出 |                  |
| 宮城縣        | 東日本放送     | 朝日電視網            | 同步播出 |                  |
| 秋田縣        | 秋田朝日放送   | 朝日電視網            | 同步播出 |                  |
| 山形縣        | 山形電視台     | 朝日電視網            | 同步播出 |                  |
| 福島縣        | 福島放送       | 朝日電視網            | 同步播出 |                  |
| 山梨縣        | 山梨電視台     | TBS電視網             | 延遲播出 |                  |
| 新潟縣        | 新潟電視台21   | 朝日電視網            | 同步播出 |                  |
| 長野縣        | 長野朝日放送   | 朝日電視網            | 同步播出 |                  |
| 富山縣        | 北日本放送     | 日本電視網            | 延遲播出 |                  |
| 石川縣        | 北陸朝日放送   | 朝日電視網            | 同步播出 |                  |
| 福井縣        | 福井放送       | 日本電視網 朝日電視網 | 延遲播出 |                  |
| 靜岡縣        | 靜岡朝日電視台 | 朝日電視網            | 同步播出 |                  |
| 中京廣域圈    | 名古屋電視台   | 朝日電視網            | 同步播出 |                  |
| 近畿廣域圈    | 朝日放送       | 朝日電視網            | 先行放送 | [ 註 2 ]         |
| 島根縣 鳥取縣 | 山陰放送       | TBS電視網             | 延遲播出 |                  |
| 廣島縣        | 廣島HOME電視台 | 朝日電視網            | 同步播出 | [ 註 3 ]         |
| 山口縣        | 山口朝日放送   | 朝日電視網            | 同步播出 |                  |
| 德島縣        | 四國放送       | 日本電視網            | 延遲播出 |                  |
| 香川縣 岡山縣 | 瀨戶內海放送   | 朝日電視網            | 同步播出 |                  |
| 愛媛縣        | 愛媛電視台     | 富士電視網            | 延遲播出 | 1995年3月為止    |
| 愛媛縣        | 愛媛朝日電視台 | 朝日電視網            | 同步播出 | 1995年4月開局起  |
| 高知縣        | 高知電視台     | TBS系列               | 延遲播出 |                  |
| 福岡縣        | 九州朝日放送   | 朝日電視網            | 同步播出 |                  |
| 長崎縣        | 長崎文化放送   | 朝日電視網            | 同步播出 |                  |
| 熊本縣        | 熊本朝日放送   | 朝日電視網            | 同步播出 |                  |
| 大分縣        | 大分朝日放送   | 朝日電視網            | 同步播出 |                  |
| 宮崎縣        | 宮崎放送       | TBS系列               | 延遲播出 | [ 註 4 ]         |
| 鹿兒島縣      | 鹿兒島放送     | 朝日電視網            | 同步播出 |                  |
| 沖繩縣        | 琉球放送       | TBS系列               | 延遲播出 | 1995年9月為止    |
| 沖繩縣        | 琉球朝日放送   | 朝日電視網            | 同步播出 | 1995年10月開局起 |

### 台灣
| 華視 星期一至五 18:30－19:00 節目 8月9日起增加星期六 19:30－20:00 | 華視 星期一至五 18:30－19:00 節目 8月9日起增加星期六 19:30－20:00 | 華視 星期一至五 18:30－19:00 節目 8月9日起增加星期六 19:30－20:00 |
| ----------------------------------------------------------------- | ----------------------------------------------------------------- | ----------------------------------------------------------------- |
|                                                                   | 灌籃高手 （1997年4月28日－9月8日）                                |                                                                   |
| 不明                                                              | 家有賤狗 （1997年9月9日－10月30日）                               |                                                                   |
| 台視 星期一至五 17:00－18:00                                      |                                                                   |                                                                   |
| 待查                                                              | 灌籃高手 （2007年3月12日－6月8日）                                | HUNTER×HUNTER （1996年版）                                        |

| 東森電影 星期六18:00－21:00 節目 | 東森電影 星期六18:00－21:00 節目           | 東森電影 星期六18:00－21:00 節目 |
| -------------------------------- | ------------------------------------------ | -------------------------------- |
|                                  | 灌籃高手 （2019年10月27日－2020年1月19日） |                                  |
| 航海王電影：Z                    | 長城                                       |                                  |

| 東森電影 星期六.日19:00－21:00 節目 | 東森電影 星期六.日19:00－21:00 節目     | 東森電影 星期六.日19:00－21:00 節目 |
| ----------------------------------- | --------------------------------------- | ----------------------------------- |
|                                     | 灌籃高手 （2022年1月6日－2022年4月2日） |                                     |
| 我的英雄學院 （第5季）              | 寵物當家2航海王：奪寶爭霸戰             |                                     |

## 劇場動畫
- 劇場動畫合計5部，全由東映發行。

| 序 | 片名                                           | 日本上映日期  | 導演     | 編劇     | 音樂                           | 片長    |
| -- | ---------------------------------------------- | ------------- | -------- | -------- | ------------------------------ | ------- |
| 1  | 灌籃高手                                       | 1994年3月12日 | 西澤信孝 | 菅良幸   | 增田隆宣                       | 30分鐘  |
| 2  | 灌籃高手：稱霸全國！櫻木花道                   | 1994年7月9日  | 有迫俊彥 | 菅良幸   | BMF (Being MUSIC FACTORY INC.) | 45分鐘  |
| 3  | 灌籃高手：湘北最大的危機！燃起鬥志的櫻木花道   | 1995年3月4日  | 角銅博之 | 菅良幸   | BMF (Being MUSIC FACTORY INC.) | 40分鐘  |
| 4  | 灌籃高手：咆哮籃球員靈魂！花道和流川的灼熱夏季 | 1995年7月15日 | 明比正行 | 岸間信明 | BMF (Being MUSIC FACTORY INC.) | 40分鐘  |
| 5  | THE FIRST SLAM DUNK                            | 2022年12月3日 | 井上雄彥 | 井上雄彥 | 武部聰志、TAKUMA（10-FEET）    | 124分鐘 |

## 外部連結
- SLAM DUNK （页面存档备份，存于） （日語）－東映動畫官方網站
- DVD SLAM DUNK 特集 （日語）－東映官網上的產品介紹。
- 東映動畫BB Premium （日語）
- 灌籃高手商品特集（東映動畫網路商店官網） （页面存档备份，存于） （日語）
- 台視《灌籃高手》官方網站 （页面存档备份，存于） （中文）